# Marguerite de Blois
 (juillet 2013).
Si vous disposez d'ouvrages ou d'articles de référence ou si vous connaissez des sites web de qualité traitant du thème abordé ici, merci de compléter l'article en donnant les références utiles à sa vérifiabilité et en les liant à la section « Notes et références ».
Marguerite de Blois, née en 1170, elle est la fille de Thibaut V de Blois et d'Alix de France. Elle a quatre frères et deux sœurs : Adélaïde et Isabelle. Elle devient comtesse de Blois et de Châteaudun après le décès en 1218 de son neveu Thibaut VI de Blois, en tant que sœur aînée, ses frères étant prédécédés et sans descendance.

## Mariages et enfants
Elle est mariée en premières noces vers 1183 à Hugues III d'Oisy, vicomte de Cambrai († 1190). À sa mort en 1190 elle épouse Othon Ier comte de Bourgogne († 1200), ils ont deux enfants :
- Jeanne ;
- Béatrice.

Elle épouse plus tard en troisièmes noces Gautier II d'Avesnes, seigneur d'Avesnes de Leuze, de Condé et de Guise († v.1246). Ils ont trois enfants :
- Thibaut, mort jeune ;
- Marie d'Avesnes (v. 1200, † 1241), mariée à Hugues Ier de Châtillon, comte de Saint-Pol (1196 † 1248) ;
- Isabelle, mariée à Jean, seigneur d'Oisy et de Montreuil.

## Mort
À sa mort en 1230, le comté de Blois est donné à sa fille, Marie.